# Bořitov
Bořitov (in tedesco Porstendorf) è un comune della Repubblica Ceca facente parte del distretto di Blansko, in Moravia Meridionale.